# Kanton Wetteren
Kanton Wetteren is een kanton in de Belgische provincie Oost-Vlaanderen in het Arrondissement Dendermonde. Het is de bestuurslaag boven die van de desbetreffende gemeenten, tevens is het een gerechtelijk niveau waarbinnen één vredegerecht georganiseerd wordt dat bevoegd is voor de deelnemende gemeenten. Beide types kanton beslaan niet noodzakelijk hetzelfde territorium.

## Gerechtelijk kanton Wetteren
Het gerechtelijk kanton Wetteren is gelegen in het gerechtelijk arrondissement Oost-Vlaanderen in het Gerechtelijk gebied Gent. Het kanton organiseert een vredegerecht voor de gemeenten Berlare, Laarne, Wetteren en Wichelen. Tot 2016 had het vredegerecht een tweede zetel in Zele en heette het kanton Wetteren-Zele (K.B. 14.03.2016, B.S., 11.04.2016) 
De vrederechter is bevoegd bij gezinsconflicten, onderhoudsgeschillen, voogdij, voorlopige bewindvoering, mede-eigendommen, appartementseigendom, burenhinder ...
| Gebied           | Europese Unie    | België           | België           | België           | België           | Gent           | Oost-Vlaanderen | Oost-Vlaanderen             | Oost-Vlaanderen             | Wetteren-Zele                   |                                 |                                 |                                 |
| Sociaal recht    | Hof van Justitie | Hof van Cassatie | Hof van Cassatie | Hof van Cassatie | Hof van Cassatie | Arbeidshof     | Arbeidshof      | Arbeidsrechtbank            | Arbeidsrechtbank            | Arbeidsrechtbank                | Arbeidsrechtbank                | Arbeidsrechtbank                |                                 |
| Handelsrecht     | Hof van Justitie | Hof van Cassatie | Hof van Cassatie | Hof van Cassatie | Hof van Cassatie | Hof van Beroep | Hof van Beroep  | Rechtbank van Koophandel    | Rechtbank van Koophandel    | Vredegerecht                    | Vredegerecht                    | Vredegerecht                    |                                 |
| Burgerlijk recht | Hof van Justitie | Hof van Cassatie | Hof van Cassatie | Hof van Cassatie | Hof van Cassatie | Hof van Beroep | Hof van Beroep  | Rechtbank van eerste aanleg | Rechtbank van eerste aanleg | Vredegerecht / Politierechtbank | Vredegerecht / Politierechtbank | Vredegerecht / Politierechtbank | Vredegerecht / Politierechtbank |
| Strafrecht       | Hof van Justitie | Hof van Cassatie | Hof van Cassatie | Hof van Cassatie | Hof van Cassatie | Hof van Beroep | Assisenhof      | Rechtbank van eerste aanleg | Rechtbank van eerste aanleg | Vredegerecht / Politierechtbank | Vredegerecht / Politierechtbank | Vredegerecht / Politierechtbank | Vredegerecht / Politierechtbank |

## Kieskanton Wetteren
Het kieskanton Wetteren beslaat de gemeente Wetteren, Laarne en Wichelen. Het maakt deel uit van het provinciedistrict Dendermonde, het kiesarrondissement Dendermonde-Sint-Niklaas en de kieskring Oost-Vlaanderen.

### Structuur
| Wetteren         | Wetteren         | Supranationaal         | Nationaal                         | Nationaal                 | Gemeenschap               | Gewest                    | Provincie                 | Arrondissement           | Provinciedistrict | Kanton          | Gemeente                 | District         |
| ---------------- | ---------------- | ---------------------- | --------------------------------- | ------------------------- | ------------------------- | ------------------------- | ------------------------- | ------------------------ | ----------------- | --------------- | ------------------------ | ---------------- |
| Administratief   | Niveau           | Europese Unie          | België                            | België                    | Vlaanderen                | Vlaanderen                | Oost-Vlaanderen           | Dendermonde              | Dendermonde       | Dendermonde     | Wetteren Laarne Wichelen | -                |
| Administratief   | Bestuur          | Europese Commissie     | Belgische regering                | Belgische regering        | Vlaamse regering          | Vlaamse regering          | Deputatie                 | Deputatie                | Deputatie         | Deputatie       | Gemeentebestuur          | Districtscollege |
| Administratief   | Raad             | Europees Parlement     | Kamer van volksvertegenwoordigers | Vlaams Parlement          | Vlaams Parlement          | Vlaams Parlement          | Provincieraad             | Provincieraad            | Provincieraad     | Provincieraad   | Gemeenteraad             | Districtsraad    |
| Kiesomschrijving | Kiesomschrijving | Nederlands Kiescollege | Kieskring Oost-Vlaanderen         | Kieskring Oost-Vlaanderen | Kieskring Oost-Vlaanderen | Kieskring Oost-Vlaanderen | Kieskring Oost-Vlaanderen | Dendermonde-Sint-Niklaas | Dendermonde       | Wetteren        | Wetteren Laarne Wichelen | -                |
| Verkiezing       | Verkiezing       | Europese               | Federale                          | Federale                  | Vlaamse                   | Vlaamse                   | Provincieraads-           | Provincieraads-          | Provincieraads-   | Provincieraads- | Gemeenteraads-           | Districtsraads-  |